# Monument Voorhof

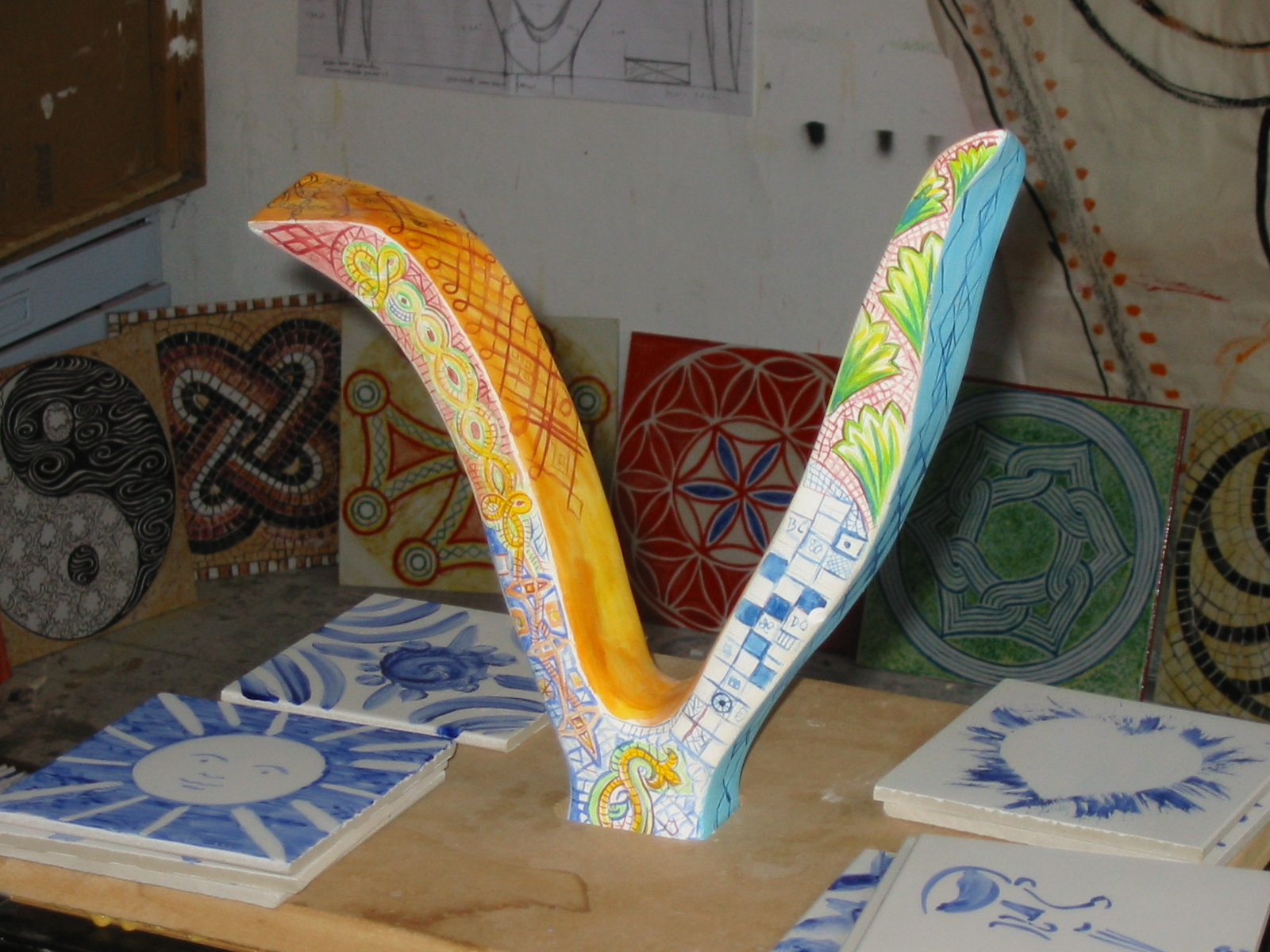
Een schaalmodel voor de V. Naast het schaalmodel enkele door bewoners geschilderde tegels. Op de achtergrond grotere tegels van Dagradi zelf

Monument Voorhof is een beeld in de wijk de Voorhof in de plaats Delft, in de Nederlandse provincie Zuid-Holland, gemaakt door Chris Dagradi.
Dagradi maakte het beeld in 2006 van gewapend beton in de vorm van de letter V. Het beeld is geplaatst in april 2007 en is 4,5 meter hoog. De armen zijn te steil en te glad om in te klimmen. Het beton wordt bekleed met terazzo en keramische tegels.
De V staat niet alleen voor de eerste letter van de wijk, voor vrede en victorie, maar kan, volgens de kunstenaar, ook gezien worden als een enorme grasspriet, of als een vogelvlucht. In het midden vindt men een zitplaats, een rustpunt in deze wijk die de dichtstbevolkte wijk van Nederland zou zijn.
De motieven op de tegels zijn geïnspireerd op symbolen uit de gehele wereld. De V-vorm wordt deels bekleed met tegels die door de buurtbewoners van alle leeftijden zijn beschilderd in Delfts-blauwe kleuren, die vervolgens gebakken worden bij De Porceleyne Fles.